# Овандо
Овандо (лингала Owando) — город в Республике Конго, столица области Кювет. Город расположен на левом берегу реки Куаю (лингала Kouyou River). Расстояние от столицы страны Браззавиль составляет около 425 км. Высота над уровнем моря 325 метров.
По переписи 2012 года в Овандо проживало 26 635 жителей. В городе примерно 97 % населения являются представителями народности Койю (Kouyous).
В 4-х километрах к юго-востоку от города находится международный аэропорт имени Энданга д’Овандо. Код IATA — FTX.

## История
Город был основан в 1903 году под именем Руссе, годом позже городу было присвоено имя Форт-Руссе. В 1977 году городу было дано современное африканское название.
14 сентября 1955 года в городе была открыта Римско-католическая епархия

## Климат
| Показатель                    | Янв.  | Фев.  | Март  | Апр.  | Май   | Июнь | Июль | Авг. | Сен.  | Окт.  | Нояб. | Дек.  | Год    |
| ----------------------------- | ----- | ----- | ----- | ----- | ----- | ---- | ---- | ---- | ----- | ----- | ----- | ----- | ------ |
| Средний суточный максимум, °C | 30,1  | 30,8  | 31,1  | 31,1  | 30,8  | 29,4 | 28,6 | 29,0 | 29,5  | 29,7  | 29,5  | 29,7  | 29,9   |
| Средняя температура, °C       | 25,3  | 25,6  | 25,7  | 25,9  | 25,8  | 24,8 | 24,0 | 24,5 | 24,9  | 25,0  | 24,9  | 24,9  | 25,1   |
| Средний суточный минимум, °C  | 20,5  | 20,4  | 20,4  | 20,7  | 20,8  | 20,1 | 19,5 | 20,0 | 20,3  | 20,2  | 20,2  | 20,3  | 20,3   |
| Норма осадков, мм             | 101,5 | 109,7 | 142,2 | 157,4 | 173,3 | 72,6 | 19,6 | 77,5 | 157,0 | 217,4 | 187,0 | 153,0 | 1568,2 |
| Источник: ,                   |       |       |       |       |       |      |      |      |       |       |       |       |        |